# Oscar Malmbrandt
Oscar Malmbrandt (ur. 17 października 1903, zm. 30 maja 1987) – szwedzki lekkoatleta, specjalista rzutu młotem, medalista mistrzostw Europy z 1938.
Zdobył brązowy medal w rzucie młotem na mistrzostwach Europy w 1938 w Paryżu, przegrywając tylko z reprezentantami Niemiec Karlem Heinem i Erwinem Blaskiem.
Był mistrzem Szwecji w 1932, wicemistrzem w 1931, 1936 i 1938 oraz brązowym medalistą w 1933 i 1937.
Rekord życiowy Malmbrandta w rzucie młotem wynosił 52,93 m (ustanowiony 25 września 1938 w Turku).